# Толстой, Владимир Ильич
Влади́мир Ильи́ч Толсто́й (род. 28 сентября 1962, село Троицкое (деревня, Мытищинский район Московской области), Московская область) — советский и российский журналист и писатель-эссеист, генеральный директор Государственного музея имени Л. Н. Толстого в Москве (c 2024). Праправнук Льва Толстого. Заслуженный работник культуры Российской Федерации (2003).
Экс-советник Президента Российской Федерации по вопросам культуры в 2012—2024 годах. С 2019 года — президент Международной ассоциации преподавателей русского языка и литературы (МАПРЯЛ). Президент Российского общества преподавателей русского языка и литературы (РОПРЯЛ).

## Биография
Сын профессора МГУ, филолога И. В. Толстого. Окончил факультет журналистики Московского государственного университета им. М. В. Ломоносова. С 1988 года член Союза журналистов СССР.
В 1992 году в «Комсомольской правде» опубликовал большой материал о незаконном строительстве и вырубках леса в Ясной Поляне. После чего тогдашнему министру культуры Е. Ю. Сидорову пришла мысль о назначении журналиста директором музея-усадьбы Л. Н. Толстого «Ясная Поляна». Но сначала, в течение девяти месяцев, Толстой проработал ведущим экспертом Министерства культуры. С 1994 года — директор музея-усадьбы.
С 1997 года — председатель Центрального совета Ассоциации музейных работников регионов России, цель которого объединение музеев российской провинции. Эта организация объединяет свыше 500 музеев из 30 регионов России. Представляет Россию в NEMO («Сеть европейских музейных ассоциаций»). Президент общероссийской общественной организации «Российский комитет Международного Совета музеев». С 2009 года является Президентом ИКОМ России.
Председатель Общественной палаты Тульской области; член Общественной палаты Российской Федерации.
Организатор съездов потомков Л. Н. Толстого в Ясной Поляне. Цель этих встреч — объединение более 200 потомков Л. Н. Толстого, живущих в России и в разных странах Европы и Америки и желающих внести свой вклад в процветание Ясной Поляны и российской культуры. Совместно с другими членами семьи Толстых является учредителем фонда «Наследие Л. Н. Толстого». Учредитель ежегодных Международных Писательских встреч в Ясной Поляне.

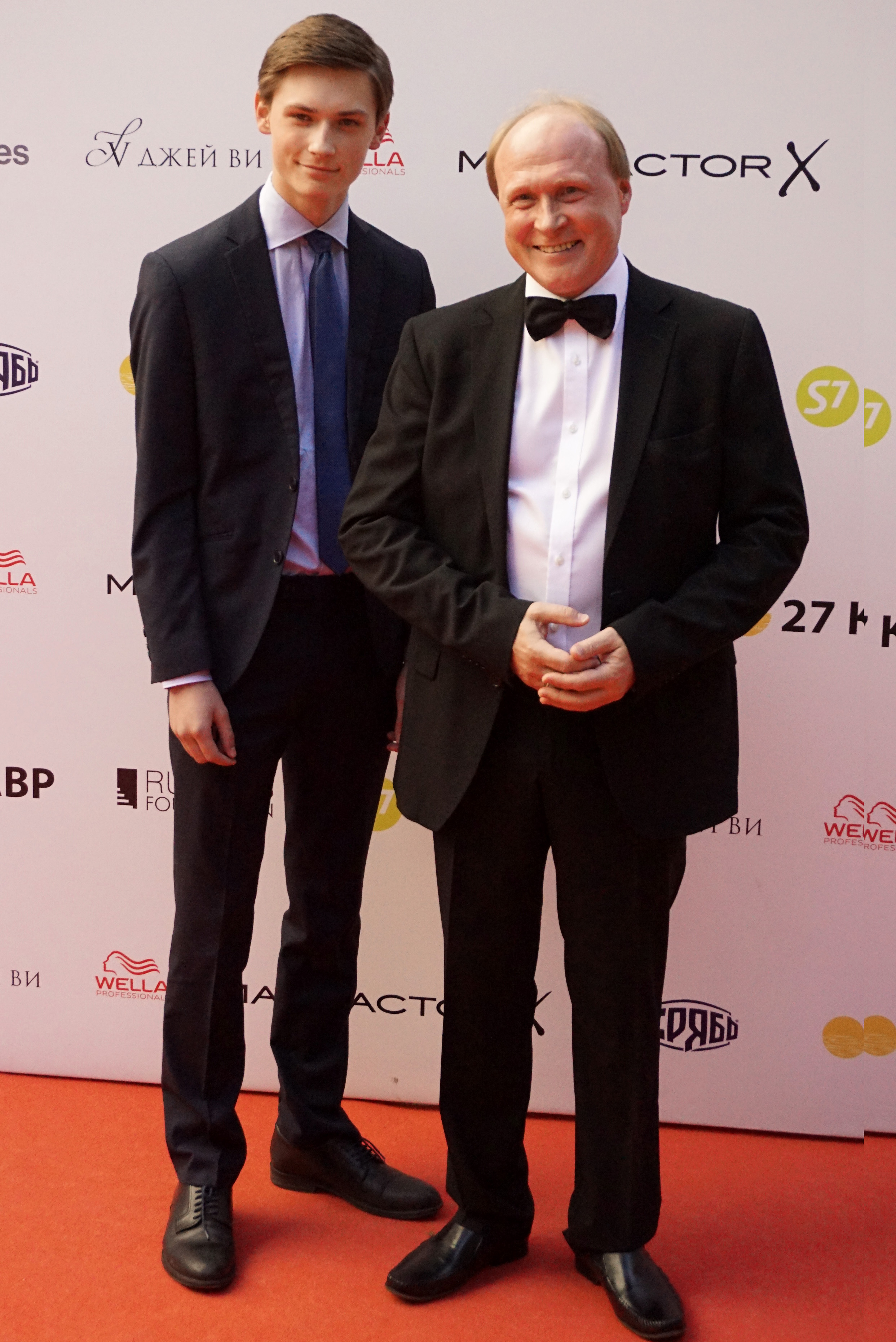
Владимир Толстой с сыном на кинофестивале «Кинотавр» в Сочи, 2016 год.

В 2011 году подписал Обращение представителей общественности против информационного подрыва доверия к судебной системе Российской Федерации.
6 февраля 2012 года был официально зарегистрирован как доверенное лицо кандидата в Президенты Российской Федерации и действующего Председателя Правительства Российской Федерации Владимира Путина.
С 23 мая 2012 по 21 мая 2024 года — советник Президента Российской Федерации по вопросам культуры.
С 12 августа 2019 года председатель Совета при Президенте Российской Федерации по русскому языку.
9 июля 2024 года назначен генеральным директором Государственного музея имени Л. Н. Толстого.

## Личная жизнь
- Первая жена (1983—1995) — Мария Шишковская (род. 1962). 
  - дочь Анастасия (род. 1984)
  - дочь Екатерина (род. 1987)
- Второй брак (с 1995) — Екатерина Толстая (дев. Минаева; род. 1972). 
  - сын Андрей (род. 1996)
  - сын Иван (род. 1998)

Зять (муж дочери Анастасии) — писатель Сергей Шаргунов.

## Награды
- Орден Дружбы (10 сентября 2012 года) — за большие заслуги в развитии отечественной культуры и искусства, многолетнюю плодотворную деятельность[9].
- Орден Сербского флага I степени (2024 год, Сербия)[10].
- Заслуженный работник культуры Российской Федерации (1 сентября 2003 года) — за заслуги в области культуры и многолетнюю плодотворную работу[11].
- Лауреат премии «Владимира Высоцкого» (2012 год).